# 藤白台
藤白台（ふじしろだい）は大阪府吹田市の千里ニュータウン北地区にある住区（G住区）。現行行政地名は藤白台一丁目から藤白台五丁目。

## 地理
町の北側は箕面市と接している。

## 歴史
- 1964年 - まちびらき。
- 1965年 - 吹田市立藤白台小学校開校。

## 世帯数と人口
2021年（令和3年）12月31日現在の世帯数と人口は以下の通りである。
| 丁目         | 世帯数    | 人口     |
| ------------ | --------- | -------- |
| 藤白台一丁目 | 1,286世帯 | 2,946人  |
| 藤白台二丁目 | 483世帯   | 1,168人  |
| 藤白台三丁目 | 2,076世帯 | 4,675人  |
| 藤白台四丁目 | 491世帯   | 925人    |
| 藤白台五丁目 | 43世帯    | 120人    |
| 上山田       | 1,092世帯 | 2,684人  |
| 計           | 5,471世帯 | 12,518人 |

## 小・中学校の通学区域
市立小・中学校に通う場合、通学区域は以下の通りとなる。
| 丁目         | 街区 | 小学校               | 中学校               |
| ------------ | ---- | -------------------- | -------------------- |
| 藤白台一丁目 | 全域 | 吹田市立藤白台小学校 | 吹田市立青山台中学校 |
| 藤白台二丁目 | 全域 | 吹田市立藤白台小学校 | 吹田市立青山台中学校 |
| 藤白台三丁目 | 全域 | 吹田市立藤白台小学校 | 吹田市立青山台中学校 |
| 藤白台四丁目 | 全域 | 吹田市立藤白台小学校 | 吹田市立青山台中学校 |
| 藤白台五丁目 | 全域 | 吹田市立藤白台小学校 | 吹田市立青山台中学校 |
| 上山田       | 全域 | 吹田市立藤白台小学校 | 吹田市立青山台中学校 |

## 交通

### 鉄道
町内に鉄道駅は存在しない。
最寄り駅は阪急電鉄千里線北千里駅。

### バス
北消防署前、藤白台一丁目、ゆらら藤白台、藤白台二丁目、ふじしろ幼稚園前、藤白台四丁目、藤白台五丁目、北公園前、金蘭会学園前、阪大口

### 道路
- 大阪府道119号箕面摂津線
- 大阪府道120号山田上小野原線

## 施設

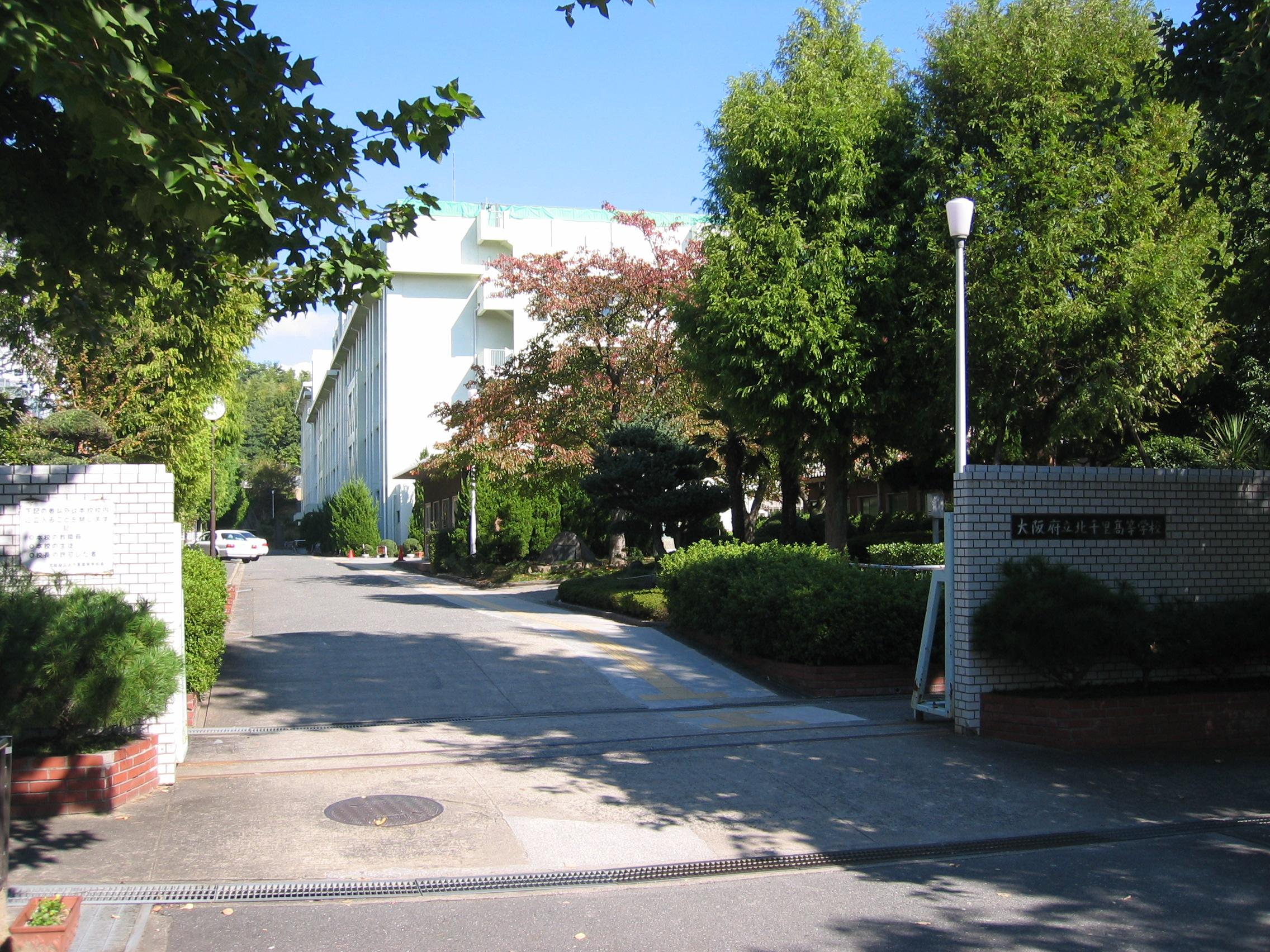
大阪府立北千里高等学校

- 吹田市立藤白台小学校
- 大阪府立北千里高等学校
- 金蘭千里高等学校・中学校
- 千里金蘭大学
- 千里北公園[5]
- 北千里市民体育館[6]
- 吹田藤白台郵便局[7]